# Pawieł Kogan (poeta)
Pawieł Dawydowycz Kogan (ros. Па́вел Давы́дович Ко́ган; ur. 4 lipca 1918 w Kijowie, poległ 23 września 1942 pod Noworosyjskiem w Krasnodarskim Kraju) – radziecki poeta.

## Życiorys
Urodził się w rodzinie żydowskiej w Kijowie. W 1922 roku wraz z rodzicami przeprowadził się do Moskwy. W latach 1936–1939 uczył się w moskiewskim Instytucie filozofii, literatury i historii, następnie w Instytucie Literackim im. Gorkiego. Wyróżniał się w grupie poetów, zbierających się na seminarium poetyckim Ilji Sjelwinskiego. Za życia nie publikowany, chociaż jego wiersze cieszyły się popularnością w kręgu moskiewskich młodych literatów. Wspólnie ze swoim przyjacielem G. Lepskim stworzył kilka pieśni, m.in. Brygantyna (Бригантина) (1937), która w latach 60. przyniosła mu sławę.
Jeszcze będąc w wieku szkolnym przewędrował centralną Rosję. Brał udział w ekspedycji geologicznej w Armenii, gdzie zastała go druga wojna światowa. Choroba (bronchit) nie przeszkodziła mu w służbie wojskowej, gdzie był tłumaczem. Uzyskał stopień podporucznika. Kogan wraz z dowodzoną przez siebie grupą zwiadowców brał udział w wymianie ognia na wzgórzu Sacharnaja Gołowa pod Noworosyjskiem. Tam też zginął z rąk hitlerowskich najeźdźców.
Niemiecki slawista Wolfgang Kasack tak pisał o Pawle Kaganie:

Twórczość Kagana, z której wiele zostało utracone, pozostawała pod wpływem Eduarda Bagrickiego, co jest typowe dla okresu jego młodości. Rewolucyjna patetyka łączy się u niego z patriotyzmem i tematyką wojennego zagrożenia. Niektóre z wierszy Kogana, niezwiązane z polityką, pozwalają uchwycić gorycz, poszukiwania istoty życia.

## Wydane zbiory
- Burza (Гроза), 1960
- Sprawdzenie obecności imion (Имена на поверке), 1963
- Wiersze, 1965